# Proyecto Illustris
El proyecto Illustris es una serie continua de simulaciones astrofísicas llevadas a cabo por una colaboración internacional de científicos. El objetivo es estudiar los procesos de formación y evolución de galaxias en el universo con un modelo físico integral. Los primeros resultados se describieron en varias publicaciones tras una amplia cobertura de prensa. El proyecto publicó todos los datos producidos por las simulaciones en abril de 2015. Los desarrolladores clave de la simulación Illustris han sido Volker Springel (Max-Planck-Institut für Astrophysik) y Mark Vogelsberger (Instituto Tecnológico de Massachusetts). El marco de simulación Illustris y el modelo de formación de galaxias se han utilizado para una amplia gama de proyectos derivados, comenzando con Auriga e IllustrisTNG (ambos en 2017), seguidos de Thesan (2021), MillenniumTNG (2022) y TNG-Cluster (2023).

## Simulación de Illustris

### Descripción general
El proyecto original Illustris fue llevado a cabo por Mark Vogelsberger y colaboradores como la primera aplicación a gran escala del novedoso código Arepo de Volker Springel para la formación de galaxias.
El proyecto Illustris incluyó simulaciones cosmológicas a gran escala de la evolución del universo, abarcando las condiciones iniciales del Big Bang, hasta la actualidad, 13.800 millones de años después. Los modelos, basados en los datos y cálculos más precisos actualmente disponibles, se comparan con los hallazgos reales del universo observable para comprender mejor la naturaleza del universo, incluida la formación de galaxias, la materia oscura y la energía oscura.
La simulación incluyó muchos procesos físicos que se consideran críticos para la formación de galaxias. Entre ellas se incluyen la formación de estrellas y la posterior "retroalimentación" debida a las explosiones de supernovas, así como la formación de agujeros negros supermasivos, su consumo de gas cercano y sus múltiples modos de retroalimentación energética.
Imágenes, vídeos y otras visualizaciones de datos para distribución pública están disponibles en la página de medios oficial.

### Aspectos computacionales
La simulación principal de Illustris se ejecutó en la supercomputadora Curie del CEA (Francia) y en la supercomputadora SuperMUC del Centro de Computación Leibniz (Alemania). Se requirieron un total de 19 millones de horas de CPU, utilizando 8.192 núcleos de CPU. El uso máximo de memoria fue de aproximadamente 25 TB de RAM. Se guardaron un total de 136 instantáneas a lo largo de la simulación, lo que suma un volumen de datos acumulado de más de 230 TB.
Se utilizó un código llamado "Arepo" para ejecutar las simulaciones de Illustris. Fue escrito por Volker Springel, el mismo autor del código GADGET. El nombre deriva del cuadrado Sator. Este código resuelve las ecuaciones acopladas de gravedad e hidrodinámica utilizando una discretización del espacio basada en una teselación de Voronoi en movimiento. Está optimizado para ejecutarse en supercomputadoras grandes con memoria distribuida utilizando un enfoque MPI.

### Publicación de datos públicos
En abril de 2015 (once meses después de que se publicaran los primeros artículos), el equipo del proyecto publicó todos los productos de datos de todas las simulaciones. Todos los archivos de datos originales se pueden descargar directamente a través de la página web de publicación de datos. Esto incluye catálogos grupales de halos y subhalos individuales, árboles de fusión que rastrean estos objetos a través del tiempo, datos completos de partículas instantáneas en 135 puntos de tiempo distintos y varios catálogos de datos complementarios. Además de la descarga directa de datos, una API basada en web permite realizar muchas tareas comunes de búsqueda y extracción de datos sin necesidad de acceder a los conjuntos de datos completos.

### Sello postal alemán
En diciembre de 2018, la simulación Illustris fue reconocida por Deutsche Post a través de un sello de serie especial.

## Proyectos derivados de Illustris
El marco de simulación Illustris ha sido utilizado por una amplia gama de proyectos derivados que se centran en cuestiones científicas específicas. IllustrisTNG: El proyecto IllustrisTNG, la continuación "de próxima generación" de la simulación Illustris original, se presentó por primera vez en julio de 2017. Un equipo de científicos de Alemania y Estados Unidos dirigido por el profesor Volker Springel. En primer lugar, se desarrolló un nuevo modelo físico, que entre otras características incluía la magnetohidrodinámica y se planificaron tres simulaciones, que utilizaron diferentes volúmenes a diferentes resoluciones. La simulación intermedia (TNG100) fue equivalente a la simulación original de Illustris. A diferencia de Illustris, se ejecutó en la máquina Hazel Hen en el Centro de Computación de Alto Rendimiento de Stuttgart, Alemania. Se utilizaron hasta 25.000 núcleos de ordenador. En diciembre de 2018 se publicaron los datos de simulación de IllustrisTNG. El servicio de datos incluye una interfaz JupyterLab. Auriga: El proyecto Auriga consiste en simulaciones con zoom de alta resolución de halos de materia oscura similares a los de la Vía Láctea para comprender la formación de nuestra galaxia, la Vía Láctea. Thesan: El proyecto Thesan es una versión de transferencia radiativa de IllustrisTNG para explorar la época de la reionización. MillenniumTNG: MillenniumTNG emplea el modelo de formación de galaxias IllustrisTNG en un volumen cosmológico mayor para explorar el extremo masivo de la función de masa del halo para pronósticos detallados de la sonda cosmológica. TNG-Cluster: un conjunto de simulaciones de cúmulos de galaxias con zoom de alta resolución.

## Galería
|                                                                            |
| Sello del Servicio Postal Alemán en honor a la Simulación Illustris (2018) |

|                                                |
| Galaxias predichas por la simulación Illustris |

|                                                         |
| IllustrisTNG: la simulación de seguimiento de Illustris |